# Caladenia incrassata
Caladenia incrassata é uma espécie de orquídea, família Orchidaceae, endêmica do sudoeste da Austrália, onde cresce isolada em grupos pequenos, ou grandes colônias, em bosques, áreas reflorestadas, ou de vegetação arbustiva e afloramentos de granito, em áreas de solo bem drenado mas ocasionalmente nas areias ao redor de lagos salgados e planícies sazonalmente alagadiças, com flores de sépalas e pétalas externamente pubescentes, estreitas, curtas; labelo de margens inteiras com calos calos eretos, aglomerados e clavados. São plantas com uma única folha basal pubescente e uma inflorescência rija, fina e pubescente, com uma ou poucas flores, mas que em conjunto formam grupo vistoso e florífero.

## Publicação e sinônimos
- Caladenia incrassata Hopper & A.P.Br., Nuytsia 14: 243 (2001).

Sinônimos homotípicos:
- Calonema incrassatum (Hopper & A.P.Br.) D.L.Jones & M.A.Clem., Orchadian 13: 455 (2002).
- Calonemorchis incrassata (Hopper & A.P.Br.) D.L.Jones & M.A.Clem., Orchadian 14: 36 (2002).
- Jonesiopsis incrassata (Hopper & A.P.Br.) D.L.Jones & M.A.Clem., Orchadian 14: 180 (2003).
- Phlebochilus incrassatus (Hopper & A.P.Br.) Szlach. & Rutk., Richardiana 3: 99 (2003).